# Gedenkfeierlichkeiten für Nelson Mandela

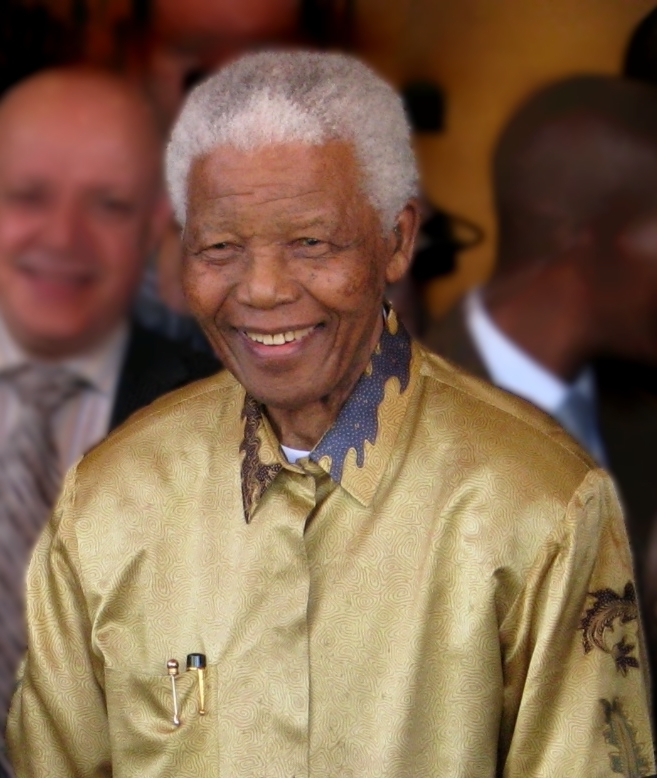
Nelson Mandela im Mai 2008

Die Gedenkfeierlichkeiten für Nelson Mandela im Dezember 2013 waren ein historisches Ereignis in der Republik Südafrika. Das Leben des charismatischen ehemaligen Staatspräsidenten Nelson Mandela bewegte noch im Abschied und Rückblick weite Teile der Weltöffentlichkeit, auch die Reaktionen von zahlreichen Regierungen, internationalen Organisationen und vielen Einzelpersonen wurden weltweit beachtet. Mandela verstarb am 5. Dezember im Alter von 95 Jahren an den Folgen einer langwierigen Lungenentzündung. Er verstarb um etwa 20:50 Uhr Lokalzeit (UTC+2) in seinem Haus in Johannesburg, Südafrika, im Kreise seiner Familie. Sein Tod wurde durch den damals amtierenden Präsidenten, Jacob Zuma, bekannt gegeben.
In Südafrika galt eine 10-tägige Staatstrauer. Während dieser Zeit wurden zahlreiche Gedenkveranstaltungen zu Ehren des Verstorbenen abgehalten, so auch der offizielle Gedenkgottesdienst im FNB-Stadion in Johannesburg am 10. Dezember 2013. Danach wurde der Leichnam bis am 13. Dezember in den Union Buildings aufgebahrt. Ein Staatsbegräbnis fand am 15. Dezember in Qunu, in der Ostkap-Provinz statt, wo er auch beerdigt wurde.

## Offizielle Staatsakte

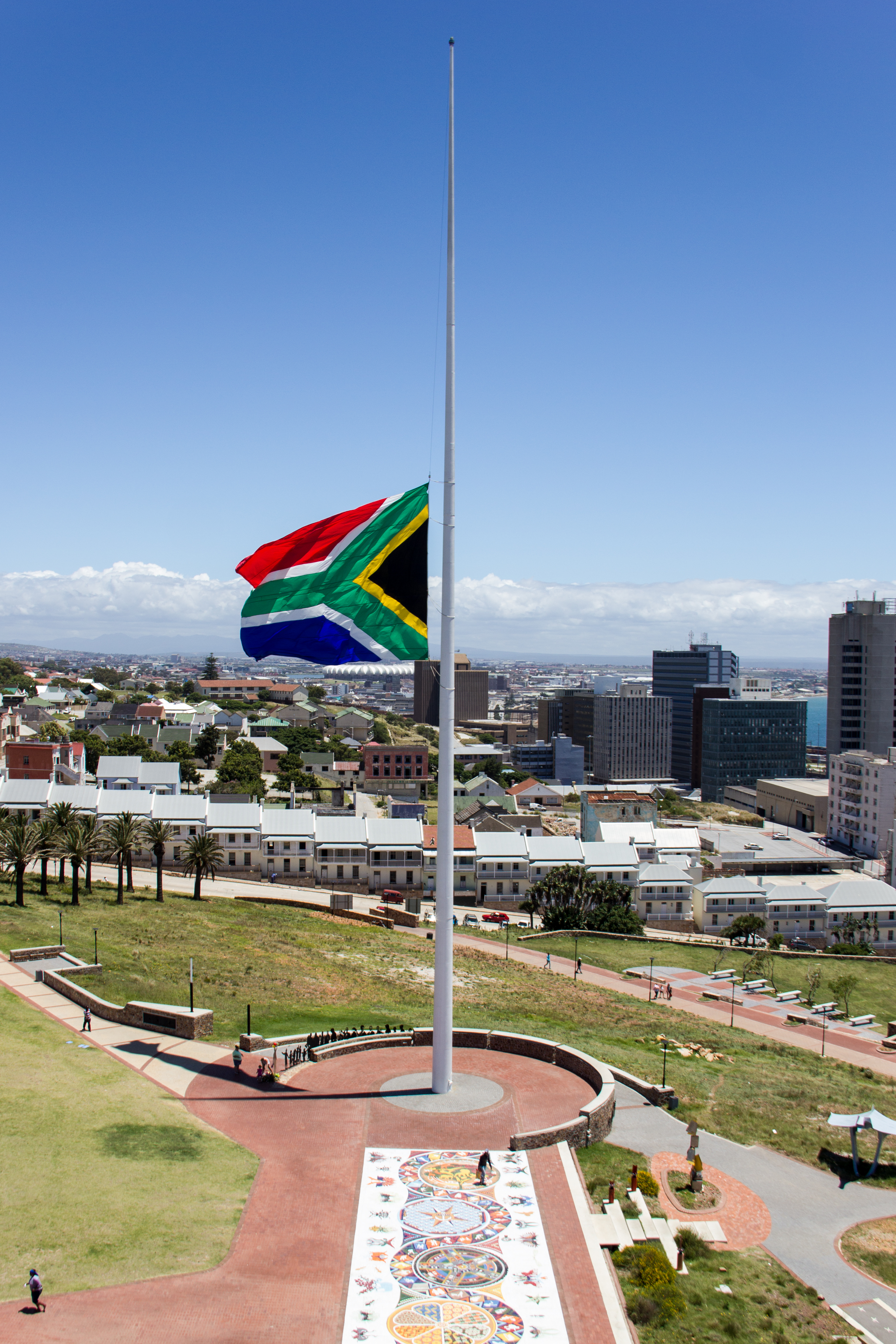
Die Flagge Südafrikas zeigt die Trauerbeflaggung

Die Regierung Südafrikas ordnete eine 10-tägige Staatstrauer an, alle Flaggen auf Gebäuden der Behörden wurden auf halbmast gesetzt.
Am 9. Dezember gab die Regierung bekannt, dass mindestens 80 Staats- und Regierungschefs nach Südafrika reisen werden, um dem Gedenkgottesdienst beizuwohnen. Aus Afrika waren dies die Präsidenten Äquatorialguineas, Benins, Botswanas, Burundis, der Demokratischen Republik Kongo, Dschibutis, der Elfenbeinküste, Gabuns, Ghanas, Kenias, der Komoren, Mauretaniens, Mosambiks, Namibias, des Nigers, Nigerias, der Republik Kongo, Sambias, des Senegals, der Seychellen, Simbabwes, des Südsudans, Tansanias, des Tschads, Tunesiens und Ugandas, die Präsidentinnen Liberias und Malawis, sowie die Premierminister Äthiopiens, Lesothos, Mauritius’ und Swasilands. Nkosazana Dlamini-Zuma nahm in ihrer Funktion als Vorsitzende der AU-Kommission teil.
Weitere Gäste waren der Präsident der Vereinigten Staaten, einige seiner Vorgänger, die Premierminister Australiens, der Bahamas, Italiens, Jordaniens, Kanadas, des Libanon, Neuseelands, Schwedens, Spaniens, und des Vereinigten Königreichs, die Premierministerinnen Jamaikas und von Trinidad und Tobago, die Präsidenten Afghanistans, Bangladeschs, Finnlands, Frankreichs, Guyanas, Haitis, Irlands, Indiens, Kroatiens, Kubas, Mexikos, Osttimors, Pakistans, der palästinensischen Autonomiebehörden, Portugals, Serbiens, Sloweniens, Sri Lankas, Surinames und Venezuelas, die Präsidentin Brasiliens, die Bundespräsidenten Deutschlands und der Schweiz, sowie der Vizepräsident Chinas. Anwesende königliche Würdenträger waren unter anderem die Könige von Belgien und der Niederlande, die Fürsten von Asturien-Spanien und von Wales, die Fürstin von Monaco, die Kronprinzen Dänemarks, Japans, Norwegens und Saudi-Arabiens, die Kronprinzessin Schwedens, der Großherzog von Luxemburg und die Königin Jordaniens.
Zudem waren Ban Ki-moon für die UN und Peter Kardinal Turkson für den Heiligen Stuhl anwesend.

### Tag des Betens und des Zurückschauens
Die südafrikanische Regierung rief den 8. Dezember zu einem nationalen Tag des Betens und des Zurückschauens aus.

“We call upon all our people to gather in halls, churches, mosques, temples, synagogues and in their homes for prayer services and meditation, reflecting on the life of Madiba and his contribution to our country and the world.”

„Wir rufen die gesamte Bevölkerung auf, sich in Gemeindesälen, Kirchen, Moscheen, Tempeln, Synagogen, oder bei sich zu Hause, zu versammeln, um im Gebet und Mediation innezuhalten, und auf das Leben Madibas zurückzublicken und auf seinen Beitrag zu unserem Land und der Welt.“

### Offizieller Gedenkgottesdienst

Würdenträger bei der Beerdigung von Nelson Mandela:
Südafrika
Staats- und Regierungschefs
Regierungsvertreter

Der offizielle Gedenkgottesdienst fand am 10. Dezember 2013 im FNB-Stadion statt und begann um 11:00 Uhr Lokalzeit (UTC+2). 91 Staats- und Regierungschefs und 10 ehemalige Präsidenten wurden zum Gottesdienst erwartet.
Bei ihrer Begegnung in der Nähe des Podiums, kurz bevor sie jeweils ihre Reden zu Ehren Mandelas hielten, gaben sich der amerikanische Präsident Barack Obama und Kubas Staatschef Raúl Castro die Hand. Diese Begrüßung fand als historischer Handschlag zwischen den Repräsentanten der langjährig verfeindeten Staaten weltweite Beachtung.
Während der Veranstaltung kam es wiederholt zu deutlich vernehmbaren, tausendfachen Buhrufen des Publikums, als der südafrikanische Staatspräsident Jacob Zuma auf den Großmonitoren des Stadions zu sehen war. Die unerwarteten Missfallenskundgebungen gegen den zuletzt insbesondere wegen einer Korruptionsaffäre kritisierten ANC-Vorsitzenden wurden vor allem in Südafrika kontrovers diskutiert.
Nach der Veranstaltung wurde bekannt, dass der von der südafrikanischen Regierung als Gebärdensprachdolmetscher eingesetzte Thamsanqa Jantjie, der für die gesamte, mehr als vierstündige Dauer des Staatsakts auf der Bühne unmittelbar neben den Festrednern am Pult stand, ein der Gebärdensprache unkundiger langjähriger Schizophrenie-Patient ist, der bereits wegen Mordes und anderer schwerer Verbrechen angeklagt war. Die Tatsachen, dass er trotz früherer Proteste nach öffentlichen Auftritten eingesetzt wurde, und dass er trotz seiner Krankheit und seiner Gerichtsakte in unmittelbare Nähe einiger der Politiker mit den höchsten Sicherheitsanforderungen der Welt gelassen wurde, wurden weltweit kontrovers diskutiert.

### Aufbahrung
Der Leichnam Mandelas wurde in den Union Buildings in Pretoria bis zum 13. Dezember aufgebahrt. Etwa 100.000 Menschen defilierten drei Tage am offenen Sarg. Am letzten Tag wollten 50.000 Trauernde Mandela die letzte Ehre erweisen. Nach stundenlangem Warten konnten nicht alle persönlich Abschied nehmen.

### Staatsbegräbnis
Das Staatsbegräbnis wurde am 15. Dezember in seinem Heimatdorf Qunu, Provinz Ostkap, abgehalten. 4500 geladene Gäste aus aller Welt nahmen an der Trauerfeier teil, darunter der britische Thronfolger Prinz Charles, der amerikanische Bürgerrechtler Jesse Jackson und Erzbischof Desmond Tutu, der zunächst keine Einladung erhalten hatte. Im Beisein von 400 Ehrengästen wurde Nelson Mandela anschließend ohne Medienpräsenz im Familiengrab bestattet.

### Enthüllung des Mandela-Denkmals
Am 16. Dezember, dem in Südafrika jährlich als Feiertag begangenen „Tag der Versöhnung“, weihte Staatspräsident Zuma am Regierungssitz Union Buildings in Pretoria eine neun Meter hohe Bronzestatue feierlich ein, die Mandela mit ausgebreiteten Armen abbildet.

## Weitere Anlässe zu Ehren Mandelas

### Südafrika
Die Bürgermeisterin von Kapstadt, Patricia de Lille, gab bekannt, dass die Stadt einen Gottesdienst zu Ehren Mandelas abhalten wird. Außerdem wurde ein Konzert zu Ehren Mandelas veranstaltet.

### Vereinigtes Königreich
- Königin Elizabeth II. hat Mandela mittels eines Thanksgiving-Gottesdienstes, welcher in der Westminster Abbey Anfang 2014 stattgefunden hat, geehrt.[23][24][25]
- Am 9. Dezember 2013 hielt die Kirche St. Martin-in-the-Fields einen speziellen Thanksgiving-Gottesdienst zu Ehren Mandelas unter der Leitung von Reverend Sam Wells und Erzbischof Justin Welby ab.[26]

### Vereinigte Staaten
In der Washington National Cathedral wurde am 11. Dezember 2013 ein Gedenkgottesdienst abgehalten.
Da die amerikanische Schriftstellerin und Bürgerrechtlerin Maya Angelou aus gesundheitlichen Gründen an den Trauerfeierlichkeiten in Südafrika nicht teilnehmen konnte, stellte sie ihr Gedicht anlässlich des Todes von Nelson Mandela His day is done als Video ins Internet.

### Frankreich
Am 14. und 15. Dezember wurde zum Gedenken an Mandela der Eiffelturm mit einem fünf Meter hohen leuchtenden Schriftzug Nelson Mandela 1918–2013 versehen.

### Portugal
Die portugiesische Regierung ordnete eine dreitägige Staatstrauer an.

## Reaktionen auf Nelson Mandelas Tod

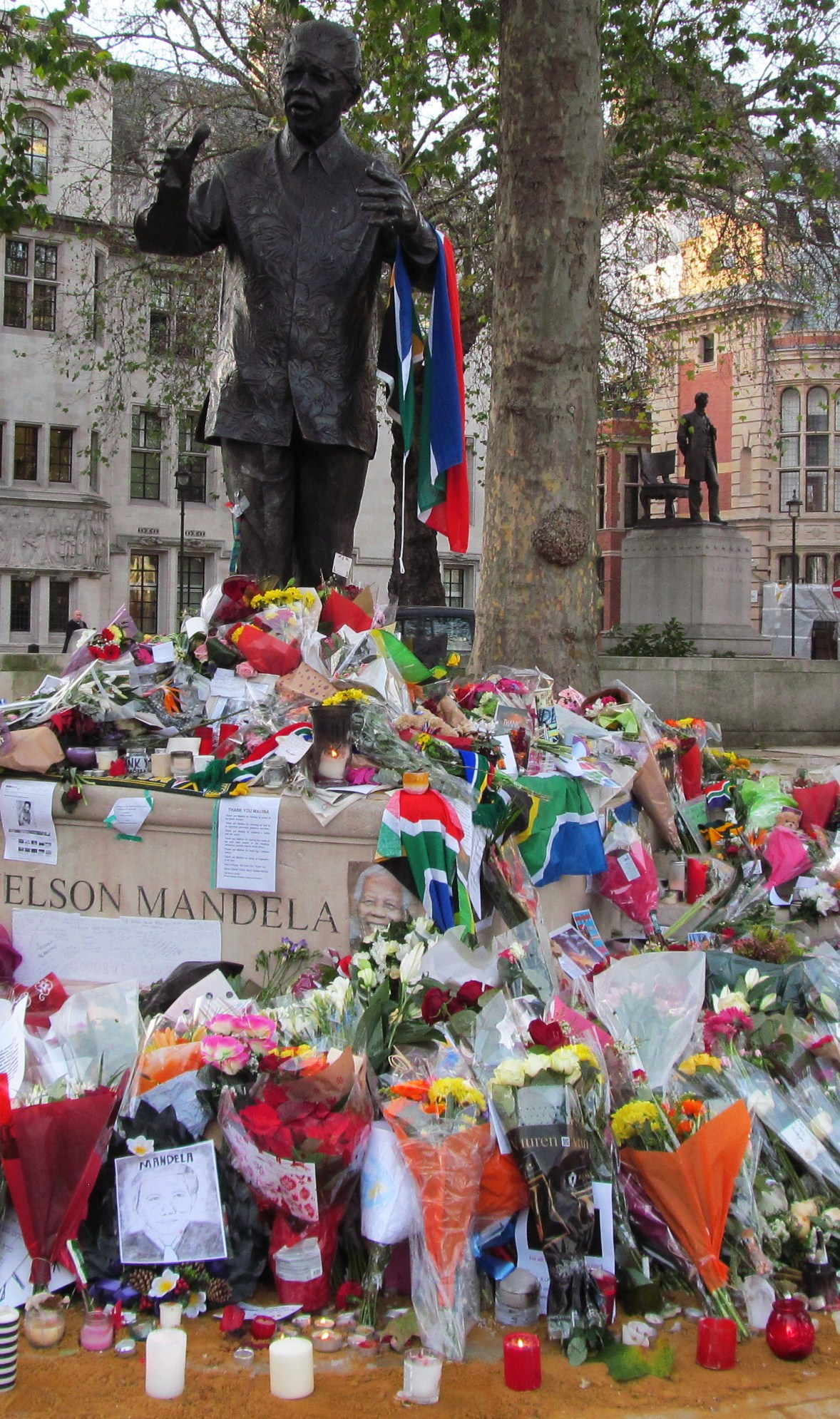
Blumen vor der Statue Mandelas am Parliament Square in London

### Südafrika
“Our nation has lost its greatest son. Our people have lost a father. Although we knew that this day would come, nothing can reduce the sense of our profound loss.”

„Unsere Nation hat ihren größten Sohn verloren. Unser Volk hat einen Vater verloren. Obwohl wir wussten, dass dieser Tag kommen würde, kann nichts das Gefühl unseres großen Verlustes trüben.“

“He was a great unifier and a very, very special man in this regard beyond everything else he did. This emphasis on reconciliation was his biggest legacy.”

„Er war ein großartiger Einiger und ein sehr, sehr spezieller Mann in dieser Hinsicht über alles, was er getan hat. Diese Betonung der Versöhnung ist sein größtes Vermächtnis.“

“He transcended race and class in his personal actions, through his warmth and through his willingness to listen and to empathize with others, …and he restored others’ faith in Africa and Africans.”

„Er überwand Rasse und Klasse in seinen persönlichen Taten, durch seine Wärme und durch seinen Willen, zuzuhören und sich in andere hineinzufühlen … und er stellte den Glauben anderer in Afrika und die Afrikaner wieder her.“

### Internationale Organisationen
“Mandela has fought a good fight, and bowed out with great reverence”

„Mandela hat einen großen Kampf gekämpft und verabschiedete sich mit großer Würde.“

“More than anyone else, Nelson Mandela inspired my generation and our world.”

„Stärker als irgendein anderer, inspirierte Nelson Mandela meine Generation.“

“Nelson Mandela will stay in our hearts forever. The memories of his remarkable fight against oppression, his incredible charisma and his positive values will live on in us and with us.”

„Nelson Mandela wird für immer in unseren Herzen bleiben. Die Erinnerungen an seinen bemerkenswerten Kampf gegen die Unterdrückung, sein unglaubliches Charisma und seine positiven Werte werden in uns und mit uns weiterleben.“

“The Olympic Movement is mourning the loss of a great friend and a hero of humanity. […] However, his attitude towards sport can make us proud - proud at his understanding of the potential of sport to bring inclusion.”

„Die olympische Bewegung trauert um den Verlust eines großartigen Freundes und eines Helden der Menschheit. […] Wie auch immer, seine Einstellung gegenüber dem Sport kann uns stolz machen – stolz auf sein Verständnis des Potenzials des Sports, Einigkeit zu bringen.“

“Nelson Mandela was a singular figure on the global stage — a man of quiet dignity and towering achievement, a giant for justice and a down-to-earth human inspiration.”

„Nelson Mandela war eine Einzelperson auf der globalen Bühne – ein Mann der ruhigen Würde und überragenden Leistung, ein Gigant der Gerechtigkeit und einer bodenständigen, menschlichen Inspiration.“

“It was with sadness that I learned of the death of former President Nelson Mandela, and I send prayerful condolences to all the Mandela family, to the members of the government, and to all the people of South Africa, in commending the soul of the deceased to the mercy of Almighty God, I ask the Lord to console and strengthen all who mourn his loss.”

„Ich habe mit großer Bestürzung vom Tod des ehemaligen südafrikanischen Präsidenten Nelson Mandela erfahren, und ich übermittle mein gebetserfülltes Beileid der gesamten Mandela-Familie, der Regierung und allen Südafrikanern, mittels Loben der Seele des Verstorbenen vor dem Allmächtigen Gott bitte ich Gott, diejenigen zu trösten und zu stärken, welche um den Verlust trauern.“

### Übrige
“Le message de Nelson Mandela ne disparaîtra pas, il continuera d’inspirer les combattants de la liberté et de donner confiance aux peuples dans la défense des causes justes et des droits universels.”

„Die Botschaft Nelson Mandelas wird nie verschwinden. Sie wird weiterhin Freiheitskämpfer inspirieren und Völkern in der Verteidigung gerechter Anliegen und universeller Rechte Zuversicht geben.“